# Kohlenstoß
Kohlenstoß ist die im Strebbau für die Gewinnung freigelegte Fläche des Steinkohlenflözes. An der dem Kohlenstoß abgewandten Seite des Strebes befindet sich der Alte Mann.